# Филип из Ферма
Филип из Ферма (Philipus de Firmo, medicus plagarum) се помиње у једном документу из 1326. године, као први познати хирург из Котора.